# Маса Фискаљија (Ферара)
Маса Фискаљија (итал. Massa Fiscaglia) је насеље у Италији у округу Ферара, региону Емилија-Ромања.
Према процени из 2011. у насељу је живело 3819 становника. Насеље се налази на надморској висини од -2 м.

## Становништво
| 1931. | 1936. | 1951. | 1961. | 1971. | 1981. | 1991. | 2001. | 2011. |
| ----- | ----- | ----- | ----- | ----- | ----- | ----- | ----- | ----- |
| 6.797 | 7.227 | 7.574 | 5.793 | 4.536 | 4.372 | 4.168 | 3.819 | 3.596 |